# Серпневe
Серпневе (на украински: Серпневе) е селище от градски тип в Южна Украйна, Болградски район на Одеска област. Основано е през 1800 година. Населението му е около 1836 души.